# Camí del Serrat del Moro
El Camí del Serrat del Moro és una pista rural del terme municipal de Granera, a la comarca del Moianès.

El Camí del Serrat del Moro, respecte de Granera

Està situat en el sector occidental del terme, al nord de la masia de l'Otzet. Arrenca de la mateixa masia de l'Otzet, on enllaça amb el Camí de l'Otzet, que ve del sud. Des d'aquest lloc s'adreça cap al nord, cap al Serrat del Moro, al començament del qual es troba el Camí de l'Otzetó, que se'n va cap al nord-oest. Deixa a llevant la Tomba del Moro, i enfila tota la carena del serrat cap al nord. Té el final a l'extrem nord del serrat.